# Telescop solar

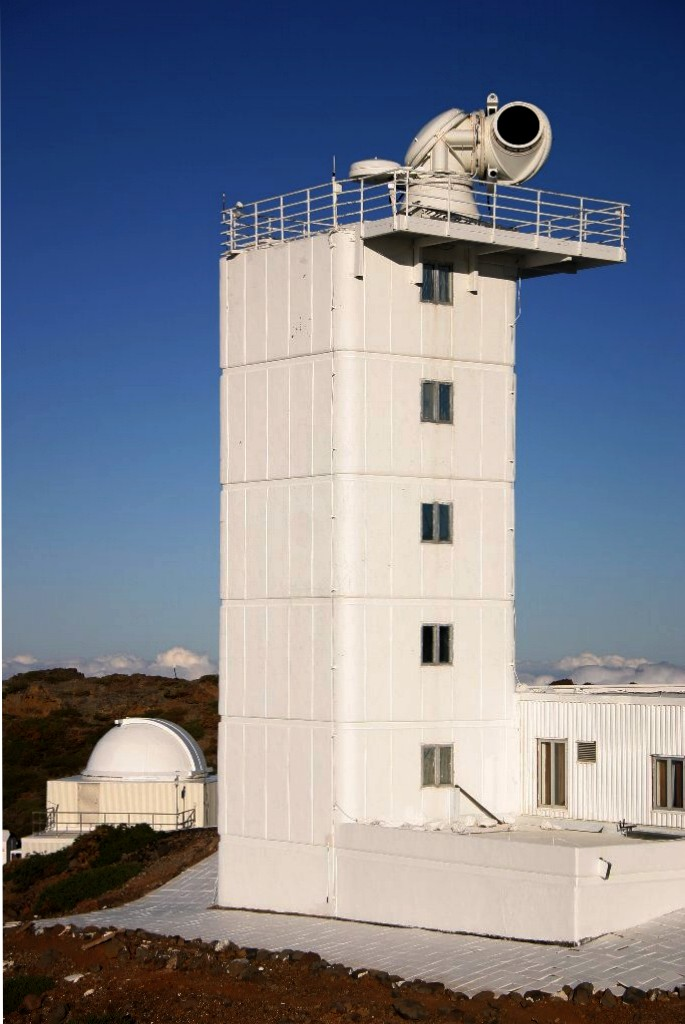
Telescopul solar suedez de 1 m de la Observatorul Roque de los Muchachos, La Palma, în Insulele Canare.

Un telescop solar este un telescop proiectat exclusiv pentru observarea Soarelui.
Spre deosebire de alte telescoape, telescoapele solare au, în general, oglinzi mici din cauza cantității mari de lumină pe care o primesc. Din același motiv, cea mai mare parte a traiectului luminii din interiorul unui telescop solar se face către instrumente în vid. Astfel se evită degradarea imaginii cauzată de turbulențele din aer create de cantitatea mare de energie eliberată de oglinzi.
Observatoarele solare terestre observă lungimi de undă în spectrul vizibil, ultraviolet (UV) și în infraroșu apropiat (IR-A). Alte lungimi de undă sunt observate pe orbită, în special în domeniile raze X și unde radio.

## Structură
Telescoapele solare sunt de obicei construite pe turnuri a căror structură este vopsită în alb pentru a limita turbulențele generate de încălzirea pe timp de zi a instalațiilor și a solului din jurul telescopului. Pot fi utilizate și alte strategii de limitare a turbulențelor. De exemplu, Dutch Open Telescope este construit pe o structură deschisă, care permite vântului să treacă prin ea, răcind astfel oglinda primară a telescopului.
Telescoapele solare sunt, de asemenea, echipate cu mecanisme de oprire a căldurii (în engleză heat stop), pentru a limita căldura. În general, fasciculul de lumină funcționează într-un mediu vidat sau umplut cu heliu, pentru a preveni convecția aerului în interiorul telescopului. De asemenea, acestea pot avea un element optic principal cu o distanță focală foarte mare, deși nu este întotdeauna cazul.
Întrucât Soarele se deplasează pe ecliptică, unele telescoape solare sunt imobile (uneori chiar îngropate), singura parte mobilă fiind un heliostat care urmărește Soarele. Un exemplu de astfel de sistem este Telescopul solar McMath-Pierce.

### Telescoape solare pentru amatori

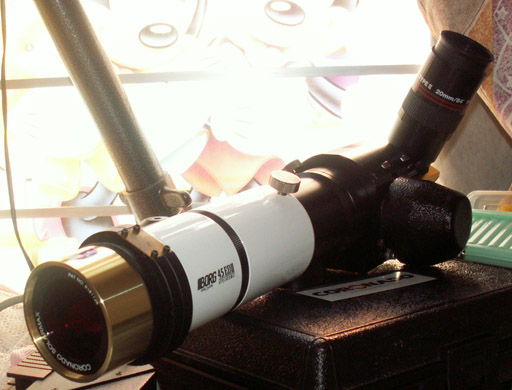
Exemplu de telescop solar pentru amatori echipat cu un sistem de filtre H-alfa.

În domeniul astronomiei de amatori, se folosesc mai multe metode de observare a Soarelui, de la cel mai simplu sistem, care proiectează Soarele pe o foaie de hârtie albă, la sisteme de filtre obscure și prisme Herschel, care redirecționează 95% din lumină departe de ochi, până la sisteme de filtre H-alfa și chiar spectroheliografe de amatori. În comparație cu telescoapele solare profesionale, telescoapele solare pentru amatori sunt, de obicei, mult mai mici.